# Micrandra inundata
Micrandra inundata är en törelväxtart som beskrevs av Paul Edward Berry och Wiedenh.. Micrandra inundata ingår i släktet Micrandra och familjen törelväxter. Inga underarter finns listade i Catalogue of Life.